# Schistocerca camerata
Schistocerca camerata är en insektsart som beskrevs av Scudder, S.H. 1899. Schistocerca camerata ingår i släktet Schistocerca och familjen gräshoppor. Inga underarter finns listade i Catalogue of Life.